# Фрікассе
Фрікассе (араб. فريكسي або فريكاسي) — це пікантна смажена випічка, часто з начинкою з тунця, вареного яйця, оливок, харісси, консервованих лимонів, каперсів і картопляного пюре, з куркумою як приправою. Зазвичай їх купують у продавців традиційної туніської їжі та готують вдома.
Вважається, що страва була винайдена в XIX столітті.
Багато єврейських сімей, які емігрували з Тунісу або регіонів, що зазнали туніського впливу, таких як Триполітанія або східний Алжир (колишня Іфрікія), до Ізраїлю, досі зберігають цю страву як сімейний рецепт, і тому вона є відносно поширеною вуличною їжею в Ізраїлі.